# 維克多·科森科
維克多·科森科（烏克蘭語：Віктор Степанович Косенко，1896年11月23日—1938年10月3日）是20世紀早期烏克蘭重要的作曲家與鋼琴家。他早年在華沙師從作曲家米哈伊尔·索科洛夫斯基與伊琳娜·米克拉索夫斯卡娅，後來在日托米爾的音樂學院教授鋼琴與樂理，並成為日托米爾音樂學院的總監，晚年則在基輔專心作曲，名曲Heroic Overture即是在此時期作成。
科森科的樂曲風格融合了後浪漫主義、斯拉夫民俗音樂與西歐音樂的元素，其創作的鋼琴曲超過百首，包括圓舞曲、前奏曲、夜曲、奏鳴曲與瑪祖卡等，另外還有弦樂四重奏、小提琴協奏曲等、交響曲（摩爾多瓦詩歌）等。

## 參見

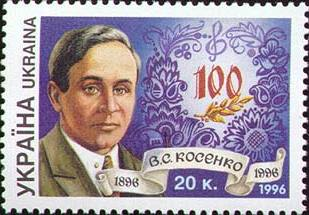
1996年烏克蘭發行以維克多·科森科為主題的郵票